# Porphyrinia alpina
Porphyrinia alpina är en fjärilsart som beskrevs av Leo Schwingenschuss 1935. Porphyrinia alpina ingår i släktet Porphyrinia och familjen nattflyn. Inga underarter finns listade i Catalogue of Life.